# Đội tuyển bóng chày quốc gia Hoa Kỳ
Đội tuyển bóng chày quốc gia Hoa Kỳ, còn được gọi là Đội tuyển Hoa Kỳ, đại diện cho Hoa Kỳ trong các cuộc thi bóng chày quốc tế. Đội hiện đang được Liên đoàn bóng chày và bóng mềm thế giới (WBSC) xếp hạng thứ 5 trên thế giới. Hoa Kỳ đã giành chiến thắng ở nhiều giải đấu quốc tế, nhiều giải trong số đó hiện không còn tổ chức. Đáng chú ý nhất là đội đã giành huy chương vàng tại Thế vận hội năm 2000 và chức vô địch World Baseball Classic (WBC) năm 2017. 
Đội tuyển quốc gia Hoa Kỳ ra mắt tại IBAF Baseball World Cup năm 1938. Tuyển đã vô địch giải đấu bốn lần, trước khi  giải đấu dừng tổ chức từ năm 2011 để nhường chỗ cho World Baseball Classic với tư cách giải vô địch thế giới. Tại Thế vận hội năm 2000, Hoa Kỳ đã giành được huy chương vàng Olympic đầu tiên trong lịch sử ở môn bóng này.
Hoa Kỳ là một trong những đội tham dự kì World Baseball Classic đầu tiên. Trong ba lần đầu tiên tham dự WBC, thành tích tốt nhất của người Mỹ là vị trí thứ tư vào năm 2009. Năm 2017, đội đã giành được danh hiệu vô địch WBC lần đầu tiên sau khi đánh bại Puerto Rico trong trận chung kết. Đội tuyển Hoa Kỳ một lần nữa lọt vào trận chung kết vào năm 2023, nhưng đã không thể bảo vệ thành công chức vô địch trước Nhật Bản khi để thua với tỷ số 3-2.
Đội tuyển Hoa Kỳ đã giành quyền tham dự Thế vận hội Mùa hè 2020 bằng cách vượt qua vòng loại khu vực Châu Mỹ gồm tám đội vào tháng 6 năm 2021. Tại kỳ Olympic được tổ chức tại Tokyo vào tháng 7 và tháng 8 năm 2021, đội đã giành huy chương bạc, để thua chủ nhà Nhật Bản trong trận tranh huy chương vàng.
Đội tuyển được quản lý bởi USA Baseball và trụ sở/cơ sở đào tạo của đội đặt tại Cary, North Carolina . Cùng với đội tuyển quốc gia chuyên nghiệp, USA Baseball còn quản lí các đội tuyển quốc gia U12, U15, U18 và sinh viên quốc gia. Tất cả các đội đều đóng góp vào xếp hạng của đội tuyển quốc gia Hoa Kỳ trên bảng xếp hạng WBSC thông qua nhiều giải đấu khác nhau do WBSC tổ chức.
Trong nhiều năm qua, nhiều cầu thủ đẳng cấp cao đã được USA Baseball đào tạo và chơi cho đội tuyển quốc gia trước khi trở thành cầu thủ chuyên nghiệp. Nhiều cầu thủ hiện đang chơi ở Major League Baseball cũng đã gia nhập đội để tham dự World Baseball Classic và nội dung bóng chày tại Thế vận hội.

## Thành tích thi đấu

### World Baseball Classic
Năm 2005, Major League Baseball tuyên bố thành lập World Baseball Classic, một giải đấu quốc tế quy tụ 16 đội tuyển quốc gia sẽ được tổ chức lần đầu tiên vào tháng 3 2006 . Giải đấu này là giải đấu đầu tiên có sự tham gia của các cầu thủ chuyên nghiệp từ các giải đấu lớn trên toàn thế giới, bao gồm cả Major League Baseball (MLB) trong biên chế các đội tuyển quốc gia các liên đoàn thành viên IBAF.
| 2006  | Tứ kết           | 8th of 16        | 6                | 3                | 3                | 33               | 20               | Không có vòng loại    | Không có vòng loại    | Không có vòng loại    | Không có vòng loại    |
| 2009  | Hạng 3           | 3rd of 16        | 8                | 4                | 4                | 50               | 54               | Không có vòng loại    | Không có vòng loại    | Không có vòng loại    | Không có vòng loại    |
| 2013  | Tứ kết           | 6th of 16        | 6                | 3                | 3                | 28               | 19               | Tự động qua vòng loại | Tự động qua vòng loại | Tự động qua vòng loại | Tự động qua vòng loại |
| 2017  | Vô địch          | 1st of 16        | 8                | 6                | 2                | 41               | 21               | Tự động qua vòng loại | Tự động qua vòng loại | Tự động qua vòng loại | Tự động qua vòng loại |
| 2023  | Hạng 2           | 2nd of 20        | 7                | 5                | 2                | 51               | 27               | Tự động qua vòng loại | Tự động qua vòng loại | Tự động qua vòng loại | Tự động qua vòng loại |
| 2026  | To be determined | To be determined | To be determined | To be determined | To be determined | To be determined | To be determined | Tự động qua vòng loại | Tự động qua vòng loại | Tự động qua vòng loại | Tự động qua vòng loại |
| Total | 1 lần vô địch    | 6/6              | 35               | 21               | 14               | 203              | 141              | —                     | —                     | —                     | —                     |

### Thế vận hội Olympic
| Thành tích Thế vận hội | Thành tích Thế vận hội   | Thành tích Thế vận hội   | Thành tích Thế vận hội   | Thành tích Thế vận hội   | Thành tích Thế vận hội   | Thành tích Thế vận hội   | Thành tích Thế vận hội   |                               | Vòng loại |
| Năm                    | Kết quả                  | Vị trí                   | Thắng                    | Bại                      | %Thắng                   | Điểm ghi                 | Điểm mất                 | Kết quả                       |           |
| ---------------------- | ------------------------ | ------------------------ | ------------------------ | ------------------------ | ------------------------ | ------------------------ | ------------------------ | ----------------------------- | --------- |
| 1912                   | Sự kiện giao hữu         | Sự kiện giao hữu         | 1                        | 0                        | 1,000                    | 13                       | 3                        | Không có vòng loại            |           |
| 1952                   | Không tham gia           | Không tham gia           | Không tham gia           | Không tham gia           | Không tham gia           | Không tham gia           | Không tham gia           | Không có vòng loại            |           |
| 1956                   | Sự kiện giao hữu         | Sự kiện giao hữu         | 1                        | 0                        | 1,000                    | 11                       | 5                        | Không có vòng loại            |           |
| 1964                   | Sự kiện giao hữu         | Sự kiện giao hữu         | 1                        | 0                        | 1,000                    | 5                        | 2                        | Không có vòng loại            |           |
| 1984                   | Chung kết                | 2                        | 4                        | 1                        | ,800                     | 38                       | 16                       | Chủ nhà                       |           |
| 1988                   | Chung kết                | 1                        | 4                        | 1                        | ,800                     | 36                       | 20                       | HCB Đại hội Liên châu Mỹ 1987 |           |
| 1992                   | Hạng 4                   | 4                        | 5                        | 4                        | ,556                     | 53                       | 39                       | HCĐ Đại hội Liên châu Mỹ 1991 |           |
| 1996                   | Huy chương đồng          | 3rd                      | 7                        | 2                        | ,778                     | 93                       | 41                       | Chủ nhà                       |           |
| 2000                   | Huy chương               | 1st                      | 8                        | 1                        | ,889                     | 49                       | 16                       | HCV Đại hội Liên châu Mỹ 1999 |           |
| 2004                   | Không vượt qua vòng loại | Không vượt qua vòng loại | Không vượt qua vòng loại | Không vượt qua vòng loại | Không vượt qua vòng loại | Không vượt qua vòng loại | Không vượt qua vòng loại | Did not qualify               |           |
| 2008                   | Huy chương đồng          | 3rd                      | 6                        | 3                        | ,667                     | 54                       | 35                       | Vượt qua Vòng loại châu Mỹ    |           |
| 2020                   | Huy chương bạc           | 2nd                      | 4                        | 2                        | ,667                     | 28                       | 15                       | Vượt qua Vòng loại châu Mỹ    |           |
| 2028                   | To be determined         | To be determined         | To be determined         | To be determined         | To be determined         | To be determined         | To be determined         | Qualified as hosts            |           |
| Tổng kết               | 1 HCV 1 HCB 2 HCĐ        | 6/7                      | 30                       | 12                       | ,714                     | 277                      | 146                      |                               |           |